# Río Grande (Nor Lípez)
Río Grande es una localidad de Bolivia, ubicado en las tierras altas del país. Administrativamente se encuentra en el municipio de Colcha K de la provincia de Nor Lípez en el departamento de Potosí.
Está ubicado a una altitud de 3669 m s. n. m., quince kilómetros al sur delSalar de Uyuni, en el Altiplano andino. En la localidad se realiza el aprovechamiento de la fibra de vicuña, que luego es comercializada.

## Geografía
Río Grande está ubicado en el Altiplano boliviano, entre las cordilleras Occidental al oeste y la de Lípez al sureste, pertenecientes a la cordillera de los Andes. El clima de la región es semiárido y típico clima diurno, en el que la variación de las temperaturas medias a lo largo del día es más pronunciada que a lo largo de las estaciones.
La temperatura media anual en la región es de alrededor de 9 °C, la precipitación anual es de casi 150 mm. Las temperaturas medias mensuales varían sólo ligeramente entre 5 °C en junio/julio y unos buenos 11 °C de noviembre a marzo. Precipitación mensual significativa de 20 a 45 mm solo se registran en los meses de diciembre a marzo, el resto del año está casi completamente libre de precipitaciones.
Según la clasificación climática, el clima de Río Grande es frío y seco (BWk) .

## Transporte
Río Grande se encuentra a 295 kilómetros por carretera al suroeste de Potosí, la capital del departamento del mismo nombre. Desde Potosí, la ruta nacional pavimentada Ruta 5 recorre 198 kilómetros hacia el suroeste hasta Uyuni, desde allí la Ruta 701, parcialmente pavimentada, continúa hacia el suroeste y luego de 61 kilómetros llega al puente sobre el río Grande de Lípez. Detrás del puente, un camino vecinal se bifurca en dirección noroeste y luego de 36 kilómetros llega al pueblo de Río Grande. Desde Río Grande el camino continúa hacia Julaca y Calcha K.
Río Grande cuenta con una estación ferroviaria en la vía férrea Antofagasta-La Paz, aunque actualmente no tiene servicio para el tráfico de pasajeros.

## Demografía
La población de la localidad casi se ha duplicado en las últimas dos décadas:
| Año  | Habitantes | Fuente |
| ---- | ---------- | ------ |
| 1992 | 438        | Censo  |
| 2001 | 511        | Censo  |
| 2012 | 861        | Censo  |

La región tiene cierto porcentaje de población quechua, ya que en el municipio de Colcha K el 87,3 % de la población habla quechua.